# Isaac Arriaga (Michoacán)
Isaac Arriaga, población en Michoacán en el municipio de Puruándiro (México).

## Geografía

### Localización
El pueblo de Isaac Arriaga, también conocido como Santa Ana (por la virgen del pueblo), se encuentra en las coordenadas  20°15′ de latitud norte y 101°30′ de longitud oeste, a una altitud promedio de 1746 m s. n. m., es una de las 48 localidades del municipio de Puruándiro, siendo la quinta con mayor número de habitantes. Colinda con las localidades de Manuel Villalongín (Le presa), Mezquite Gordo (El gordo), La soledad de Santa Ana( El ranchito) y Las Rosas. Su distancia a la cabecera municipal es de 20 km.

### Orografía
El pueblo se localiza rodeado de cerros. Los más importantes son los cerros del Tigre, el Carnicero, la Campana, y el cerro Blanco.

### Clima
Su clima es templado con lluvias en verano. Tiene una precipitación pluvial anual de 789.0 milímetros y temperaturas que oscilan de 1.0º a 38.0º centígrados.

### Flora y fauna
Bosque seco caducifolio con árboles de mediana altura como el mezquite, huizache, cazahuate.
Su fauna propia del sur de la región neártica se conforma por: tordo, huilota, codorníz, zanate, conejo, liebre, zorro gris, coyote, tlacuache, mapache, ardilla, tejón, armadillo, etc.

### Características y uso de suelo
Los suelos datan del períodos cenozoico, terciario y mioceno, corresponden principalmente a los del tipo chernozem. Su uso es primordialmente agrícola y ganadero.

## Economía
Su principal fuente de ingresos proviene de los inmigrantes que radican en los Estados Unidos. Otras actividades económicas importantes son: la agricultura, la ganadería, el comercio al por menor, el turismo, etc. 
Cuenta en promedio con 4,200 habitantes, tomando en cuenta el padrón de tomas de agua potable que son 700, por cada toma hay seis habitantes en promedio.

### Agricultura
Los principales cultivos son el sorgo, maíz y trigo.

### Ganadería
La ganadería se da a traspatio y en pequeñas granjas familiares principalmente cría y engorda de porcinos (cerdos), aunque también existen lugares donde comercializan el bovino (reses) y a menor escala caprino (chivos), ovino (borrego) y la apicultura.

### Comercio
En la localidad existen tiendas de abarrotes, carnicerías, pollerías, papelerías, ferreterías, venta de bebidas y alimentos, etc.

### Turismo
Las dos temporadas con gran derrama económica producto del turismo son en verano e invierno, por las festividades de Santa Anita y fin de año, motivo por el cual, un número importante de personas visita el pueblo, existiendo así una gran concentración de personas en el pueblo generando una mayor demanda de bienes y servicios.

## Gastronomía
En el pueblo existen diferentes platillos tradicionales como lo son las corundas, enchiladas rojas, carnitas, birria, pozole, los tacos de cabeza, longaniza y asada, garbanzos, etc.
Algunos de los lugares con más afluencia son la Taquería "Los Juanes", Cenaduría "Rosa Mota", Restaurante de mariscos "El solar de Don Gilberto", Taquería "Ramón", Taquería La "Zarra", Carnitas "La Chachara", Carnitas "Javier Rangel", Birria "Serafín".

## Eventos de tradición

### Jaripeo (1 de enero).
Evento realizado el primer día del año, ha tenido varias sedes pero sin duda la más importante es "El llanito".

### Baile de fin de año (31 de diciembre).
Este evento data desde la primera mitad del siglo pasado, el cual ha sido una tradición familiar y que ha albergado a grandes agrupaciones de talla internacional, algunos de los más destacados son: Banda el Recodo, Banda Machos, Los felinos, Dulce Rosario Y Los Sepultureros, Sonora Dinamita, Banda Pequeños Musical, Los Bondadosos, Eduardo Nuñez "Orgullo de Huandacareo", Banda Los Recoditos, La número 1 Banda Jerez, Los Cadetes de Linares, Banda Maguey, Banda R-15, Claudio Alcaraz, Horacio Palencia.